# Paola Viganò
Paola Viganò (Sondrio, 29 maggio 1961) è un'architetta italiana.

## Biografia
Laureata con lode in architettura all'Università di Firenze con una tesi in composizione architettonica, diventa collega di Bernardo Secchi, con cui fonda uno studio  specializzato nella realizzazione degli spazi pubblici, e docente presso l'Università Iuav di Venezia di Urban design and landscape.
Viganò mira a porre le basi della transizione verso città e territori intelligenti, ecologici e equi; tra i suoi progetti più rinomati troviamo il parco di spoornood ad Anversa, il sistema di spazi pubblici a Mechelen, il cimitero e la Grote Merkt di kortijk.

## Riconoscimenti
- (2013) Grand Prix de l’urbanisme, rinomato premio assegnato per la prima volta ad una donna e per la prima volta ad un personaggio non francese[4].
- (2015) Concorso internazionale per il quartiere della Città della Scienza, vinto dallo studio Viganò[5].
- (2016) Laurea honoris causa, dell’Università Cattolica di Lovanio, in Belgio[6].
- (2018) Medaglia d'Oro alla Carriera alla Triennale di Milano[7].
- (2022) Schelling Prize for Architectural Theory[8].

## Pubblicazioni (parziale)
- La città elementare, Skira, Milano, 1999.
- Territori della nuova modernità, Electa, Napoli, 2001.
- Paesaggi dell'acqua: un progetto di riqualificazione ambientale nella città diffusa di Conegliano, Edizioni Risma, 2009.
- I territori dell'urbanistica: il progetto come produttore di conoscenza, Officina, Roma, 2010.
- HM the horizontal metropolis: a radical project, di Chiara Cavalieri e Paola Viganò, Park Books, Zurich, Switzerland, 2019.
- The horizontal metropolis: the anthology, di Martina Barcelloni Corte e Paola Viganò, Springer, Cham, Switzerland, 2022.
- Il giardino biopolitico: spazi, vite e transizione, Donzelli, Roma, 2023.
- Le jardin biopolitique: espaces, vies et transition, di Paola Viganò e Sabine El Sayegh, MetisPresses, Genève, 2023[9].